# Mahouš
Mahouš település Csehországban, a Prachaticei járásban. Mahouš Olšovice, Babice, Sedlec, Hlavatce, Němčice és Netolice településekkel határos. Lakosainak száma 163 fő (2024. január 1.).

## Népesség
A település lakosságának változását az alábbi diagram mutatja:
| Lakosok száma | 389  | 320  | 332  | 167  | 145  | 147  | 155  | 161  | 164  | 163  |
|               | 1869 | 1900 | 1921 | 1961 | 1980 | 2011 | 2016 | 2019 | 2021 | 2024 |